# Stage diving

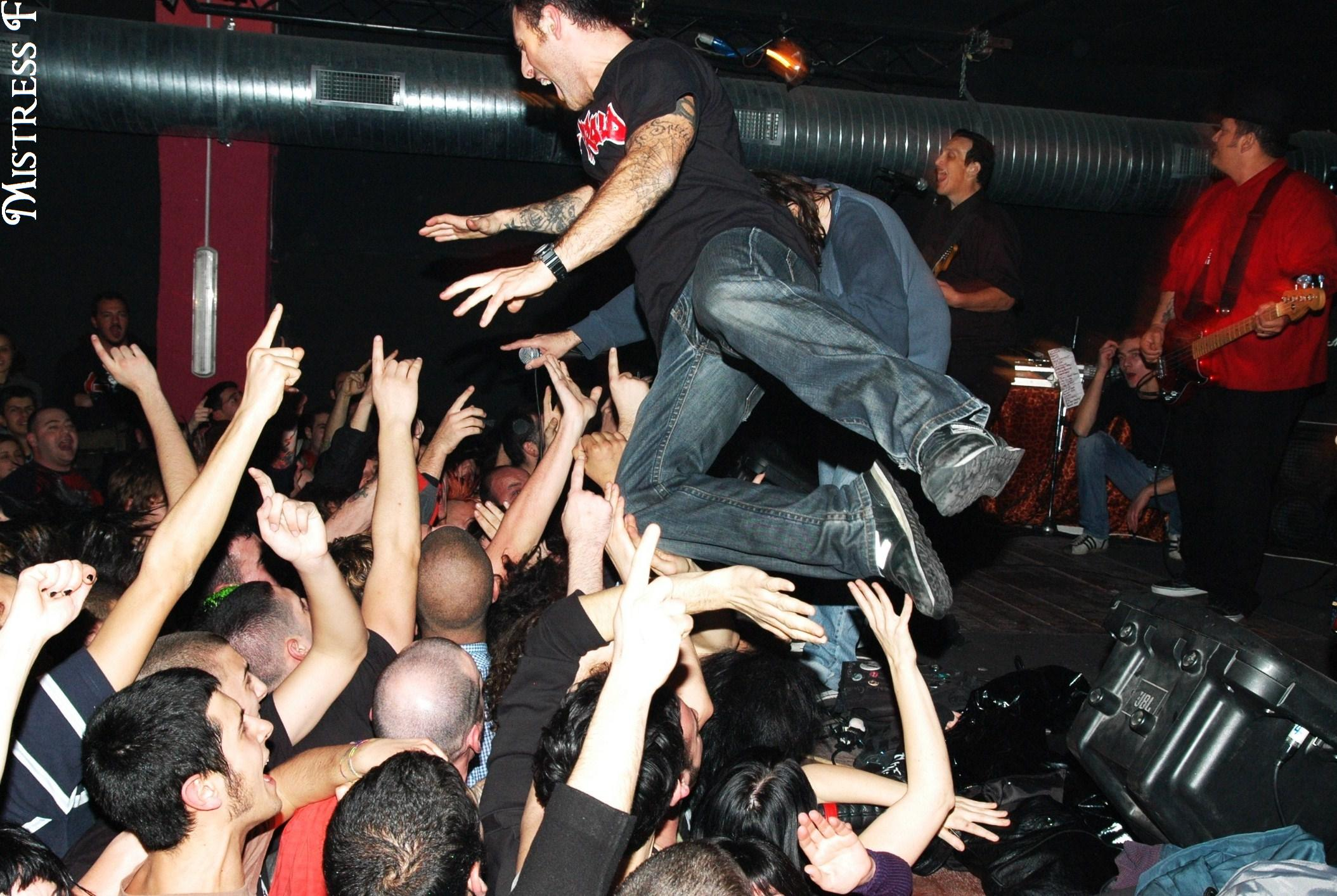
Stage diving (nurkowanie ze sceny)

Stage diving (z ang., dosł. nurkowanie ze sceny) – skakanie ze sceny w kierunku publiczności, która w tym czasie tańczy z rękami w górze. Stage diving wykonać mogą zarówno osoby z widowni, wciągając się na scenę, jak również artyści, którzy na moment przerywają swój udział w koncercie. Taki rodzaj zachowań charakterystyczny jest dla koncertów zespołów rockowych, punkrockowych, hardcore’owych i innych pokrewnych gatunków muzycznych.
Stage diving może być potencjalnie niebezpieczny dla życia i zdrowia. Szereg organizatorów koncertów w regulaminach zabrania tego typu praktyk. W 1997 i 2007 roku podczas koncertów zespołu The Smashing Pumpkins, odpowiednio, w Irlandii i Kanadzie, dwie osoby poniosły śmierć w efekcie stage divingu.